# Irlands lordlöjtnant

Officiellt standar för Irlands lordlöjtnant

Irlands lordlöjtnant (engelska: Lord Lieutenant of Ireland) var den engelske monarkens ställföreträdare och chef för den engelskstyrda exekutiva statsmakten på Irland från 1690 till 1922.
Efter Unionsakten 1707 representerade lordlöjtnanten i stället Storbritanniens monark.

## Beteckning
Under medeltiden hade den engelske kungen företrätts på Irland av en Lord Deputy. I samband med att kung Henrik VIII lät skapa Kungadömet Irland som en klientstat, infördes också en ny roll som befallningsman på Irland (Lieutenant General and General Governor of Ireland). Befattningen blev mera känd som lordlöjtnant (Lord Lieutenant) eller vicekung (viceroy) av Irland.

## Uppdraget
Lordlöjtnanten var monarkens ställföreträdare och representant på Irland, med makt att promulgera de beslut som Irlands parlament fattade, och periodvis fungera som befälhavare för kungens militära styrkor på Irland. Residenset var Dublin Castle. Så länge det irländska parlamentet fanns kvar läste lordlöjtnanten upp trontalet i samband med parlamentets öppnande.
Ämbetet ska inte sammanblandas med de lordlöjtnanter som den brittiske monarken utsåg för de irländska grevskapen fram till 1922, och som fortfarande utses för de nordirländska grevskapen.

## Innehavare
De medeltida Lords Deputy var främst irländska adelsmän, men under Tudortiden utsågs allt fler engelska, och därefter brittiska adelsmän till ämbetet. Efter Reformationen i England förbjöds romersk-katolskt troende att inneha höga statsämbeten, vilket ytterligare begränsade många irländska adelsmän från befattningen då katolicismen var den största trosinriktningen på Irland.

## Avveckling
Ämbetet avskaffades 1922 i samband med Irlands delning.